# CAC/PAC JF-17 Thunder
PAC JF-17 Thunder (Urdu: جے ایف-١٧ تھنڈر), eller CAC FC-1 Xiaolong (Fierce Dragon; kinesiska: 枭龙; pinyin: Xiāo Lóng; ), är ett ensitsigt lätt enhetsflygplan, och gemensamt utvecklat av Pakistans flygvapen, Pakistan Aeronautical Complex (PAC) och kinesiska Chengdu Aircraft Industries Corporation (CAC).
Flygplanet benämns av Pakistan som "Joint Fighter-17 (JF-17) Thunder [Åska]", medan det i Kina benämns som "Fighter China-1 (FC-1) Xiaolong [Vildsint drake]" .
JF-17 är planerat att bilda huvudstommen i Pakistans flygvapen (PAF), och har sedan 2010 en division i operativt drift. Pakistan har planerat att beställa totalt 250 flygplan för att under 2015 att ersätta de föråldrade flygplanstyperna Nanchang Q-5, Dassault Mirage III, Dassault Mirage 5 och Chengdu Jian-7.
I Kina är flygplanet under 2012 fortfarande under utveckling och utprovning.

## Konstruktion
Flygplanet drivs med en rysk RD-93 eller kinesisk WS-13 jetmotor vilken ger en topphastighet på Mach 1,6.

### Beväpning
Under babords luftintag sitter en dubbelpipig GSj-23 automatkanon, vilken är utbytbar mot en 30mm av samma konstruktion.
Flygplanet kan bära upp till 3 600kg fördelat på sju vapenbalkar; en under flygkroppen medan varje vinge har två under och en i vingspetsen. Samtliga fästpunkter följer standarden 'MIL-STD-1760', flygkroppsbalken och de inre vingbalkarna är dessutom bränsleledningar dragna för fällbara tankar.
Vingspetsbalkarna är begränsade till IR-sökande korthållsrobotar, medan övriga balkar kan hålla allt från bomber och robotar till spaningskapslar.